# Informaciones
Informaciones is een Spaans dagblad dat tussen 1922 en 1983 's avonds verscheen en dat nu en dan een zeer grote oplage heeft gekend.
Tijdens de Tweede Spaanse Republiek werd de krant gesubsidieerd door nazi-Duitsland en had zij een uitgesproken antisemitische en nazistische redactionele lijn. De krant was ook verbonden aan de bankier Juan March. In de laatste jaren van het franquistische regime gaf de krant echter ruimte aan meer dissidente stemmen. Er werd toen een meer buigzaam en modern model aangehouden, waardoor de krant vaak wordt gezien als een van de voortekenen van de democratische transitie. In de jaren na de transitie stapten steeds meer medewerkers over naar de nieuwe krant El País, waardoor Informaciones uiteindelijk in 1983 de deuren moest sluiten.
De belangrijkste concurrent van Informaciones was Pueblo, een andere Madrileense avondkrant.